# Fýllo (Kardítsa)
Fýllo, en grec moderne : Φύλλο, est un village et un ancien dème du district régional de Kardítsa, en Thessalie, Grèce. Depuis 2010, il est fusionné au sein du dème de Palamás. 
Selon le recensement de 2011, la population du dème s'élève à 3 272 habitants tandis que celle du village compte 555 habitants.